# Миль (река)
Миль — река в Якутии (Россия), левый приток Алдана, принадлежит к бассейну реки Лены. Протекает по территории Усть-Майского и Амгинского улусов Якутии. Длина — 210 км (от истока Титтяха — 242 км), площадь водосборного бассейна составляет 4990 км².
Берёт начало на востоке Приленского плато, образуясь слиянием рек Кула-Арылах и Титтях на высоте 234 метра над уровнем моря. В верховьях течёт в южном направлении. После впадения реки Болугур-Юрях поворачивает на юго-восток и течёт почти параллельно Билиру по таёжной местности с преобладанием сосны и лиственницы. Долина реки заболочена, встречается большое число мелких озёр. Впадает в Алдан слева в 967 км от его впадения в Лену, у села Усть-Миль, на высоте менее 158 м над уровнем моря. Ширина в нижнем течении — 52 м при глубине 2 м. Зимой полностью перемерзает.

## Гидрология
| Средний расход воды (м³/с) реки Миль по месяцам с 1957 по 1992 гг. (замеры производились на гидрологическом посту Моннубут) |

## Основные притоки
Указаны притоки длиной 30 км и более.
| Название       | Расстояние от устья | Длина | Положение |
| -------------- | ------------------- | ----- | --------- |
| Эльджикян      | 18                  | 88    | левый     |
| Учеле          | 66                  | 109   | левый     |
| Улахан-Оргёлёх | 104                 | 32    | левый     |
| Эльген-Сала    | 136                 | 38    | левый     |
| Болугур-Юрях   | 157                 | 62    | правый    |
| Титтях         | 210                 | 32    | левый     |

## Данные водного реестра
По данным государственного водного реестра России относится к Ленскому бассейновому округу, речной бассейн — Алдан, водохозяйственный участок — Алдан от впадения реки Учур до впадения реки Мая.
Код объекта в государственном водном реестре — 18030600412117300021631.